# マヒンドラ・TUV300
TUV300は、マヒンドラ&マヒンドラが製造・販売している自動車である。

## 概要
戦車をモチーフにデザインされたTUV300は、設計と開発をマヒンドラ社が行い、生産はチャカンにある工場にて行われる。
全長を約400mm延長した「TUV300 PLUS」を2018年6月に販売を開始した。3列目シートは対面式である。

## 車名
「TUV300」は、「Tough Utility Vehicle」の頭文字から由来する。